# 南陽駅 (咸鏡北道)
南陽駅（남양역、ナミャンえき）は、朝鮮民主主義人民共和国咸鏡北道穏城郡に位置する朝鮮民主主義人民共和国鉄道省咸北線と南陽国境線の鉄道駅である。南陽労働者区にある。

## 歴史
- 1932年12月1日：開業[1]。

## 隣の駅
朝鮮民主主義人民共和国鉄道省
咸北線
江陽駅 - 南陽駅 - 豊利駅
南陽国境線
南陽駅 - 国境駅

## ギャラリー

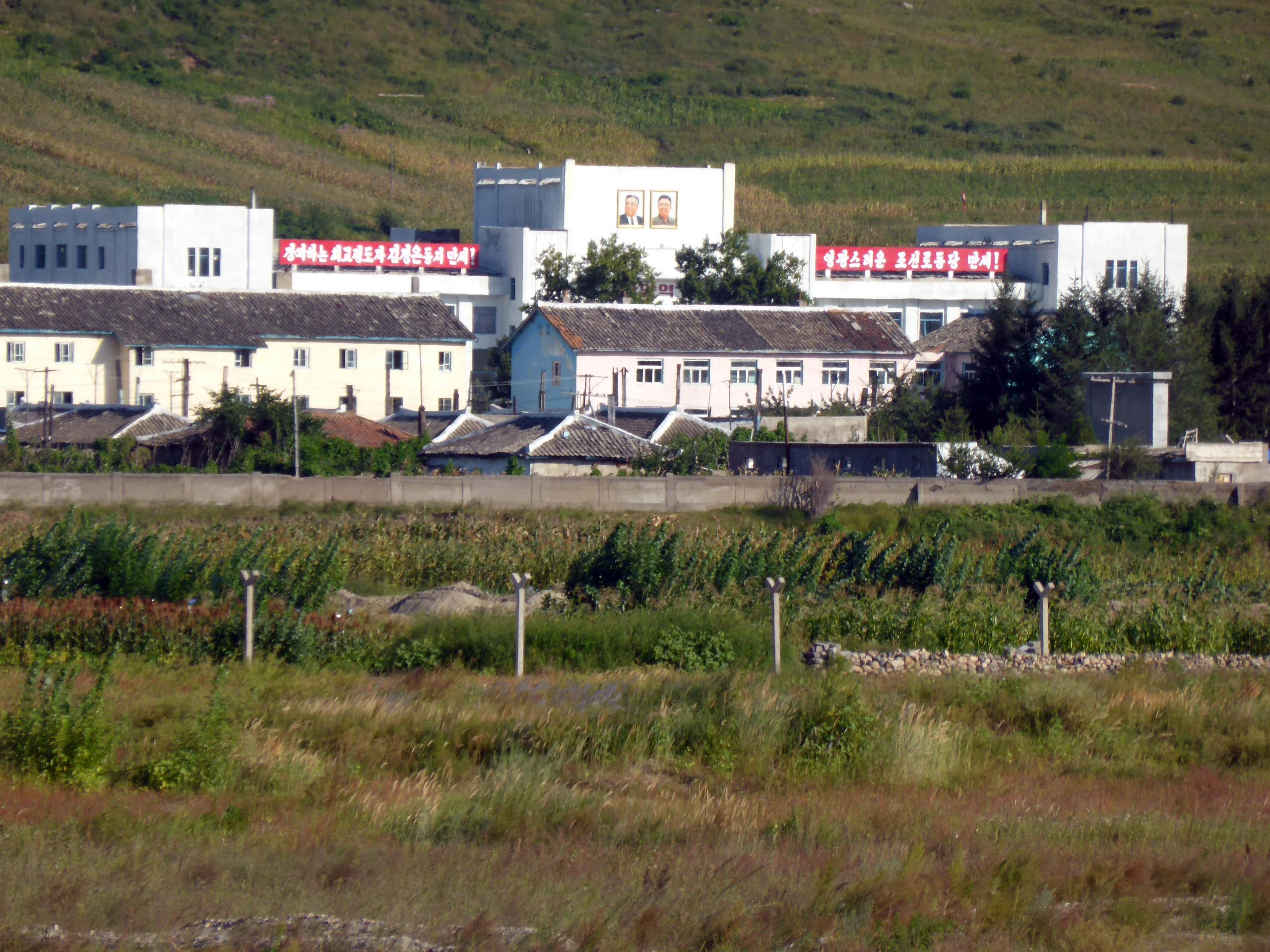
金親子の肖像が掲げられている南陽駅
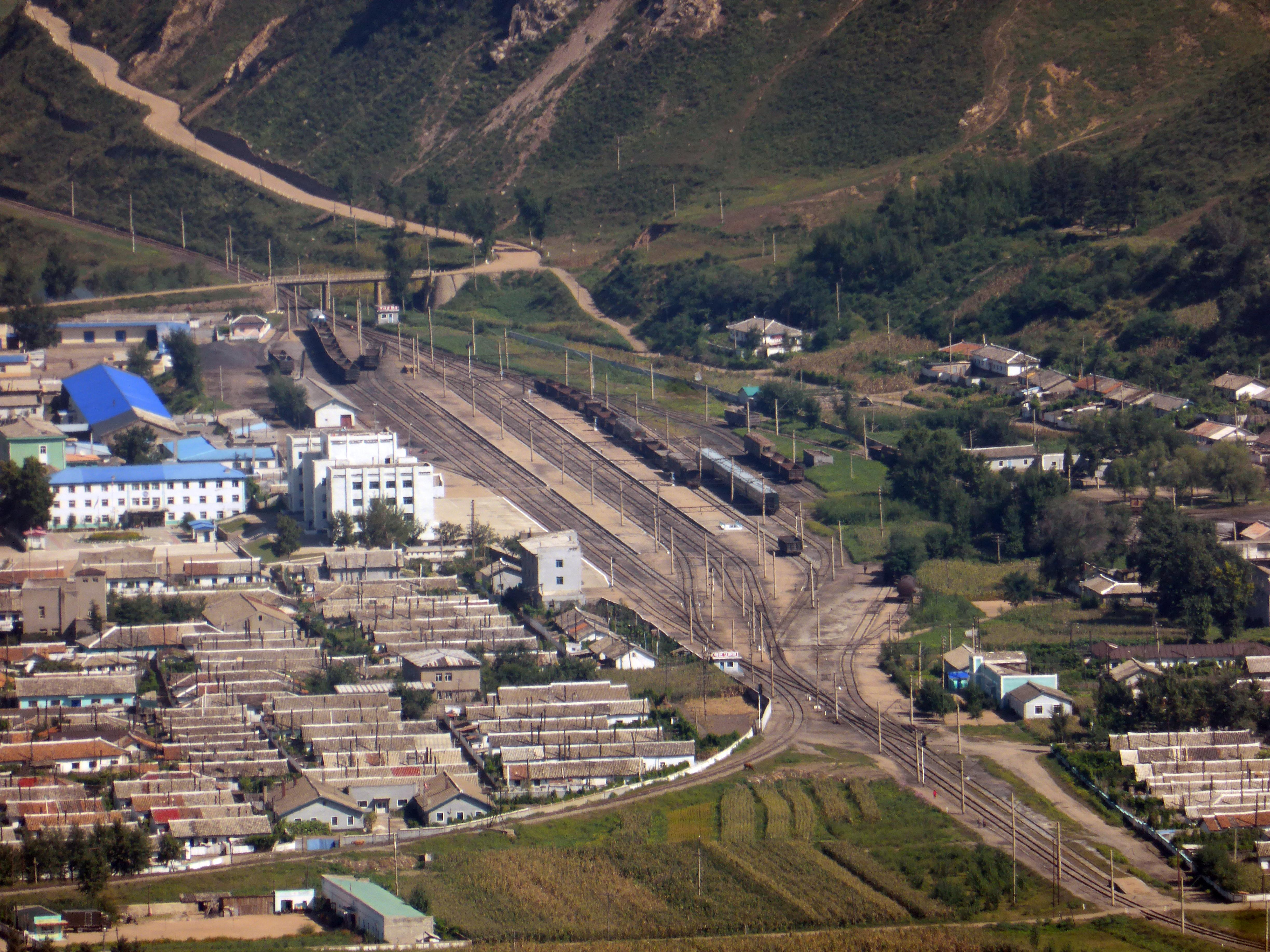
上空から見た南陽駅全景。咸北線は単線。